# 林森成
林森成（リム・シム・セン、1958年10月12日 - ）は、シンガポール出身の実業家。シティバンク香港会長や、日興シティグループ証券社長兼CEOなどを務めた。

## 人物・経歴
シンガポール出身。横浜国立大学卒業。1983年シティコープ・クアラルンプール入社。メリルリンチ、サウジ・アメリカン銀行を経て、2007年シティバンク香港会長、シティグループ香港カントリーオフィサー兼CEO。2008年から日興シティグループ証券社長兼CEOを務め、国際業務の強化を進めた。
2010年DBS銀行シンガポールカントリーマネージャー。2011年DBSアセットマネジメント取締役兼会長、アドバンテージベンチャーズ取締役、Asfincoシンガポール取締役、アセアン・ファイナンス取締役、DBSヴィッカーズセキュリティーズホールディングス会長兼取締役、シンガポール土地管理局役員、日興アセットマネジメント取締役。